# Cour des monnaies de Lyon
 (mai 2018).
Si vous disposez d'ouvrages ou d'articles de référence ou si vous connaissez des sites web de qualité traitant du thème abordé ici, merci de compléter l'article en donnant les références utiles à sa vérifiabilité et en les liant à la section « Notes et références ».
La cour des monnaies de Lyon est une institution judiciaire d'Ancien Régime émanation de la cour des monnaies de Paris. Elle nait en 1704 et disparait en 1771.
Ses archives sont conservées aux Archives départementales du Rhône et de la métropole de Lyon dans la sous-série 6 B.

## Historique
Avant la création d'une cour des monnaies à Lyon existait dans cette ville, comme dans les autres ateliers monétaires, un Siège de la Monnaie avec des compétences techniques (fabrication des espèces) et judiciaires. La cour des monnaies de Paris était compétente pour l'ensemble du royaume, mais dès les débuts du règne de Louis XIV, il apparut nécessaire de réorganiser ce gigantesque ressort. La cour créa donc des commissions réparties dans les grands sièges et ce fut le cas à Lyon. Ces commissaires étaient choisis en son sein mais Louis XIV les transforma en officiers. De son côté, le conseil du roi nommait aussi des commissaires quand il estimait certaines affaires urgentes ou particulièrement graves.
Dans la seconde moitié du XVIIe siècle, le commissaire siégeant à Lyon prit une plus grande importance et finit par avoir autorité sur les provinces « en deçà de la rivière de Loire », c'est-à-dire pratiquement sur toutes les provinces du sud du royaume. Le premier personnage de ce type fut Constant de Silvecane, conseiller du roi et président en la cour des monnaies de Paris nommé à Lyon en 1646 et qui y résida de longues années jusqu'à la nomination en 1690 de son successeur, Nicolas Foy de Saint Maurice, lui aussi président en la cour des monnaies de Paris. De Silvecane s'installe alors définitivement à l'hôtel des Monnaies et prit en 1656 le titre de « conseiller du roi, président en la cour des monnaies, commissaire ordinaire de Sa majesté en cette ville de Lyon et autres provinces en deçà de la rivière de Loire ».
Dès le règne d'Henri II, des tentatives avaient existé de démembrer la cour de Paris qui avaient toutes avorté face à son opposition.
La multiplication des affaires de fausse réforme, conséquence des manipulations monétaires du pouvoir royal, et leur gravité, notamment autour de Lyon et en Provence, rendit plus nécessaire encore la création d'une cour siégeant à Lyon dont la raison d'être essentielle était la répression des crimes monétaires entrainés par la fausse réforme, transport d'espèces hors du royaume, billonnage, etc.).
À cela s'ajoutait le souhait récurrent de doter enfin Lyon d'une cour souveraine en l'absence de parlement.

### Création de la cour
L'édit de juin 1704 créa donc à Lyon une cour des monnaies sur le modèle de celle de Paris. Elle avait donc, comme cette dernière, compétence sur toutes les affaires en rapport avec les monnaies et les matières d'or et d'argent, ainsi que les métiers qui les utilisaient : orfèvres, tireurs d'or et d'argent (un métier particulièrement actif à Lyon en lien avec la soierie, batteurs d'or, balanciers, graveurs, guimpiers, changeurs, sans oublier les affineurs et départeurs d'or et d'argent, hommes de métier à l'origine, mais qui devinrent au fil du temps des officiers dont les charges atteignirent des montants énormes en raison de l'abondance des matières traitées.
Comme sans doute la cour risquait de manquer d'occupation, et qu'on voulait éviter les conflits de compétence, d'autant que les affaires de fausse réforme se virent confiées à un commissaire spécial du conseil, Nicolas Foy de Saint Maurice fils, il fut décidé de réunir à la nouvelle institution la sénéchaussée et siège présidial de Lyon par édit d'octobre 1706. Une fois totalement constituée, la nouvelle cour se composait de la généralité de Lyon, de l'Auvergne, de la Bresse, du Bugey, du Valromey et du Pays de Gex, des provinces de Dauphiné, Provence, Languedoc, Roussillon et gouvernement de Bayonne.
Tous les six mois, les officiers siégeaient pour les affaires concernant les monnaies ; les autres six mois, ils jugeaient les affaires de la sénéchaussée ou du présidial.
Avec la réunion, le nombre des offices fut porté à trente. Deux présidents commissaires devaient chaque année, quatre mois durant, résider l'un dans les généralités de Montauban, Toulouse, Montpellier, ville de Bayonne et l'autre dans celle de Provence, Dauphiné, Auvergne afin de prévenir les malversations dans la fabrication des ouvrages d'or et d'argent et les monnaies.
Les trois juridictions avaient toutefois des ressorts différents. La sénéchaussée était le premier degré seulement pour le Lyonnais ; le présidial était le tribunal d'appel au civil et au criminel pour le Lyonnais, le Forez et le Beaujolais.
Au civil, les compétences du présidial furent limitées et définies par l'édit de 1705.
Au criminel étaient portés devant lui les jugements rendus par les juges de police du Lyonnais. Il ne pouvait prononcer des sentences supérieures à 500 livres en dernier ressort. Tous les crimes instruits par les prévôts, vice-baillis et lieutenant criminel du présidial étaient portés au présidial. Lorsque les condamnations surpassaient la compétence du présidial, les jugements des officiers de la cour des monnaies jugeant en la sénéchaussée  étaient portés au parlement de Paris.

## Organisation
L'organisation de la nouvelle juridiction ne se fit pas aussi aisément que ses créateurs l'avaient escompté. Elle eut à faire face à de multiples oppositions : la cour de Paris bien entendu, le pouvoir municipal et, notamment la Conservation des privilèges des foires de Lyon. Par ailleurs, la société lyonnaise étant peu portée vers les charges judiciaires, la levée des offices se fit lentement ce qui fut entre autres, une des raisons de la réunion des trois juridictions. Afin d'attirer les candidats, la noblesse héréditaire fut accordée à tous les détenteurs d'office ayant exercé vingt ans ou morts en charge. Cette décision ne fut pas d'un mince intérêt pour la société de la ville de Lyon et contribua à y constituer une véritable classe nobiliaire, peu représentée jusqu'alors dans la ville.
Jusqu'à l'édit de stabilisation des monnaies de 1726, l'essentiel du travail de la cour fut accaparé par les affaires de fausse monnaie et surtout de fausse réforme qui se développèrent principalement dans le sud est du royaume : Provence, Velay, Languedoc, et eurent des incidences avec les États voisins jusque dans les terres d'Empire. Les officiers de la juridiction eurent le plus grand mal à lutter contre l'activisme du président en surnombre Nicolas Foy de Saint Maurice, nommé dès 1709 commissaire général de sa Majesté avec des pouvoirs extraordinaires en Dauphiné, Provence, vallée de Barcelonnette et comté de Nice et  qui parcourut tout le ressort de la cour pendant plus d'un quart de siècle à la recherche des faux monnayeurs dans l'espoir de « faire briller sa charge », ce qu'il réussit en effet, mais en s'attirant la haine de tout le personnel de la cour. C'est cependant grâce à lui, car il était bien connu à Versailles, que la cour lyonnaise subsista tant bien que mal jusqu'en 1771. À plusieurs reprises, en effet, il fut question de la supprimer, car les raisons qui avaient présidé à sa création n'existaient plus.
Finalement, ce fut le coup de force de Maupeou contre le parlement de Paris qui provoqua sa chute. La cour fut remplacée par un Conseil supérieur par édit du 23 février 1771. La suppression de la Cour des Monnaies de Lyon est enregistrée le 21 août 1771, sa juridiction est réunie à celle de la Cour des Monnaies de Paris. 